# Herb powiatu obornickiego
Herb powiatu obornickiego – jeden z symboli powiatu obornickiego, autorstwa Jerzego Bąka, ustanowiony 25 maja 2000.

## Wygląd i symbolika
Herb przedstawia na tarczy w polu czerwonym wizerunek orła białego bez korony i ogona (herb województwa wielkopolskiego), a poniżej wizerunku orła trzy złote cegiełki symbolizujące trzy gminy powiatu.